# Sheffield Wednesday F.C.
Sheffield Wednesday er en engelsk fodboldklub.
Sheffield Wednesday er den femteældste klub i den engelske liga, da klubben blev stiftet 4. september 1867. Sheffield var et af de steder fodbold først kom frem, og verdens ældste klub er Sheffield F.C. (stiftet 1857).
Klubben er den eneste engelske ligaklub med en ugedag (onsdag) som "efternavn". Navnet stammer fra den nu hedengangne cricketklub, der senere stiftede fodboldklubben. På grund af lønstrukturen i minebranchen, hvor de fleste af klubbens medlemmer var beskæftiget, kunne det bedre betale sig for dem at spille om onsdagen og tage vagter om lørdagen, hvor de andre klubber ellers spillede. Indtil 1920'erne var fodboldklubben blot kendt som The Wednesday.
Tilnavnet 'The Owls' (uglerne) stammer fra stadionet Owlerton, hvor klubben siden 1899 har haft hjemmebane. I 1914 skiftede stadion navn til Hillsborough.
Kim Olsen blev den første dansker, der spillede for klubben. Han skiftede i februar 2004 fra FC Midtjylland for et beløb der menes at have været £20.000 (ca. 250.000 kr.). Olsen spillede 12 kampe (fem som indskifter) for klubben, men blev aldrig nogen succes i klubben, og skiftede i december 2004 til Silkeborg IF. Siden da blev Mikkel Bischoff den anden dansker i klubben, da han i marts 2006 blev udlånt fra sin engelske klub Manchester City. I sine fire kampe for klubben var han med til at sikre Wednesdays overlevelse i Englands næstbedste række, The Championship.

## Truppen
Oversigten er opdateret til og med 11. maj 2025
| Nr. | Land     | Position | Spiller            |
| --- | -------- | -------- | ------------------ |
| 1   | England  | MM       | James Beadle       |
| 2   | Skotland | MI       | Liam Palmer        |
| 3   | England  | FO       | Max Lowe           |
| 4   | England  | MI       | Nathaniel Chalobah |
| 5   | Jamaica  | FO       | Di'shon Bernard    |
| 6   | England  | FO       | Dominic Iorfa      |
| 8   | Sverige  | MI       | Svante Ingelsson   |
| 9   | Jamaica  | AN       | Jamal Lowe         |
| 10  | Skotland | MI       | Barry Bannan       |
| 11  | England  | MI       | Josh Windass       |
| 12  | Canada   | AN       | Iké Ugbo           |
| 13  | Skotland | FO       | Callum Paterson    |
| 14  | Spanien  | FO       | Pol Valentín       |
| 16  | Holland  | AN       | Ibrahim Cissoko    |
| 17  | England  | AN       | Charlie McNeill    |
| 18  | England  | MI       | Marvin Johnson     |
| 19  | Polen    | AN       | Olaf Kobacki       |
| 20  | England  | FO       | Michael Ihiekwe    |

| Nr. | Land       | Position | Spiller          |
| --- | ---------- | -------- | ---------------- |
| 23  | England    | FO       | Akin Famewo      |
| 24  | England    | AN       | Michael Smith    |
| 26  | England    | MM       | Ben Hamer        |
| 27  | Tunesien   | FO       | Yan Valery       |
| 28  | Japan      | FO       | Ryo Hatsuse      |
| 40  | Skotland   | MI       | Stuart Armstrong |
| 41  | Frankrig   | AN       | Djeidi Gassama   |
| 44  | Nordirland | MI       | Shea Charles     |
| 47  | Nordirland | MM       | Pierce Charles   |
| 45  | Holland    | AN       | Anthony Musaba   |

## Titler
Sheffield Wednesday har siden 1892 spillet i den engelske liga (grundlagt 1888). I øjeblikket spiller de i den næstbedste række, The Championship. Historisk er det, inklusive 2007/08-sæsonen, blevet til 68 sæsoner i den bedste division, 32 i næstbedste og seks i den tredjebedste, og det med følgende resultater:
- Division I
  - Mester fire gange (1903, 1904, 1929, 1930)
  - Andenplads 1961
  - Tredjeplads otte gange (1906, 1913, 1931, 1932, 1933, 1935, 1939, 1992)

- Division II
  - Vinder fem gange (1900, 1926, 1952, 1956, 1959)
  - Oprykning tre gange (1950, 1984, 1991)

- Division III
  - Play-off vinder 2005
  - Runners up 2012

- FA Cup
  - Vinder to gange (1907, 1935)
  - Finalist to gange (1966, 1993)
  - Semifinalist syv gange (1904, 1905, 1930, 1954, 1960, 1983, 1986)

- Liga Cup
  - Vinder 1991
  - Finalist 1993
  - Semifinalist to gange (1994, 2002)

- FA Charity Shield (kamp mellem mester og FA Cup-vinder)
  - Vinder 1935
  - Toer 1930